# Observatório do Empreendedorismo e das PME das Canárias
Observatório do Empreendedorismo e das PME das Canárias (Observatório do Empreendedorismo e das PME das Ilhas Canárias, abreviado como OEPYME) é um organismo de investigação formado por investigadores da Universidade de Las Palmas de Gran Canaria (ULPGC) e da Universidade de La Laguna (ULL), com o objetivo de analisar, difundir e promover a atividade empreendedora e as pequenas e médias empresas (PME) nas Ilhas Canárias.
Este projeto é liderado por universidades públicas e financiado pelo Governo das Canárias. As suas atividades são sem fins lucrativos e o seu objetivo principal é difundir resultados da educação superior e investigação científica, fornecendo informação confiável sobre empreendedorismo e desenvolvimento das PME na região.
Entre as suas funções, estão a análise das tendências empresariais, apoio às políticas públicas e a criação de recursos educativos abertos e acessíveis.

## História
O OEPYME foi criado em outubro de 2022, resultado da colaboração entre a ULPGC, a ULL e o Governo das Canárias, para estudar em profundidade o empreendedorismo e as PME da região.

## Objetivos
- Analisar o cenário do empreendedorismo e das PME nas Canárias.[3]
- Divulgar informação científica e educativa sobre o tema.[3]
- Promover a inovação e competitividade empresarial.[2]
- Apoiar a criação de políticas públicas baseadas em evidências.[1]

## Organização
O Observatório reúne investigadores da ULPGC e da ULL, que colaboram em estudos, publicações e eventos para fomentar o empreendedorismo e fortalecer as PME.